# Marimba

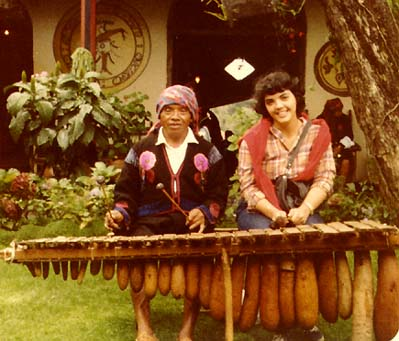
Traditionelle Marimba de tecomates der Mayas in Guatemala mit Flaschenkürbissen als Resonatoren

Die Marimba, auch das Marimbaphon, ist ein Aufschlagidiophon, dessen Aufschlagstäbe mit Schlägeln, meist Holzschlägeln, angeschlagen werden. Sie gehört zur Familie der Holz-Schlagstabspiele (Xylophone) und besitzt einen bis zu 5 ½ Oktaven großen Tonumfang von C bis g4.
Das auf afrikanische Vorläufer (Balafon) zurückgehende Musikinstrument wurde in Guatemala entwickelt und ist darüber hinaus vor allem in anderen mittel- und südamerikanischen Ländern sowie in Japan verbreitet. Auf Antrag von Ecuador und Kolumbien wurde die Marimba-Musik 2015 in die UNESCO-Liste des immateriellen Kulturerbes der Menschheit aufgenommen.

## Bauform

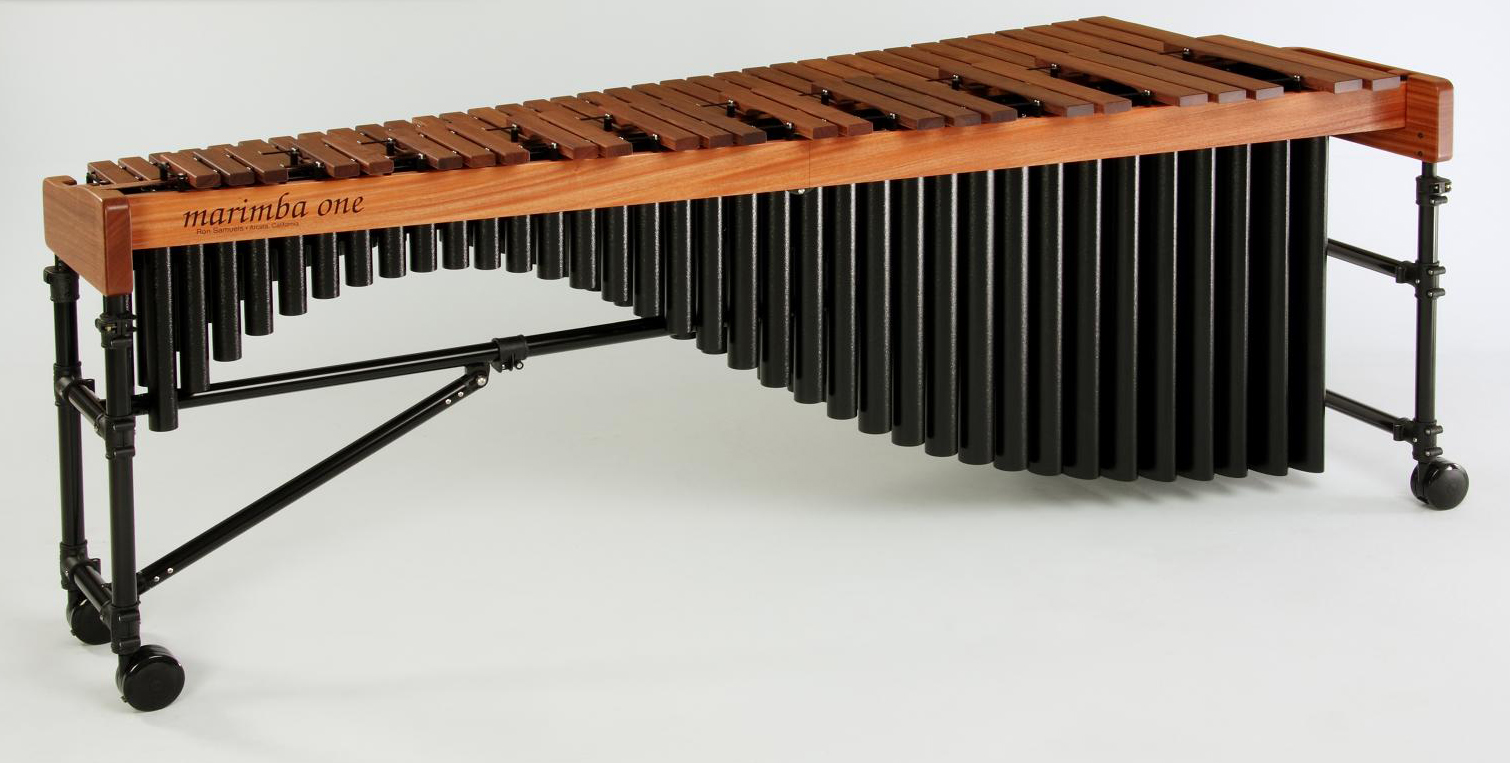
Eine moderne Marimba mit fahrbarem Gestell

Im Gegensatz zu einem Vibraphon mit Metallklangstäben hat die Marimba Holzklangstäbe, meist aus Honduras-Palisander (Dalbergia stevensonii). Diese sind wie bei einer Klaviatur in zwei Reihen chromatisch gestimmt angeordnet. Unter jedem Holzklangstab ist zur Klangverstärkung ein senkrechtes, meist aus Aluminium bestehendes Resonanzrohr befestigt. Die Länge jedes Resonators ist für ein Viertel der erzeugten Wellenlänge bemessen. Die wirksame Rohrlänge ist um einen Korrekturfaktor größer als die tatsächliche. Da die Holzklangplatten dünner und weicher sind, klingt die Marimba dunkler und voller als ein modernes europäisches Standard-Xylophon. Um die Abstrahlung auf den Grundton zu beschränken, wird der quaderförmige meist 4,5 bis 6 cm breite Stab auf der Unterseite parabolisch ausgehöhlt und auf seinen Grundschwingungs-Knotenpunkten gelagert. Die Länge der Stäbe ist umgekehrt proportional zur Quadratwurzel der Grundresonanzfrequenz. Das Stimmen geschieht durch Beschleifen der Stäbe, wobei durch Verringern der Masse oder der Steifigkeit sowohl höher als auch tiefer gestimmt werden kann.
Die Bass-Marimba benutzt als Resonatoren auch bauchige Hohlräume – sogenannte Helmholtz-Resonatoren. Mit ihnen lässt sich die Bauhöhe reduzieren. Für einen Ton G1 mit einer Frequenz von 49,5 Hz müsste ein Rohr sonst etwa 174 cm lang sein.
Die Schlägel werden aus Rattan, Palisander oder Ahornholz, seltener aus Kunststoff hergestellt und haben meist einen aus Wolle eng gegarnten Kopf. Ein Spieler benutzt üblicherweise ein oder zwei Schlägel in jeder Hand, seltener drei Schlägel.

## Tonumfang
Der Tonumfang verschieden großer Marimbaphone variiert von 4 bis über 5 Oktaven. Er wird immer zum tiefen Oktavbereich hin erweitert. Höchster Ton ist bei allen Instrumenten das c4.
- Marimba mit 4 Oktaven Umfang: c–c4,
- Marimba mit 4 1⁄3 Oktaven Umfang: A–c4,
- Marimba mit 4 1⁄2 Oktaven Umfang: F–c4,
- Marimba mit 4 2⁄3 Oktaven Umfang: E–c4,
- Marimba mit 5 Oktaven Umfang: C–c4.

Bei Instrumenten, deren Tonumfang bis zum c5 hinaufreicht, handelt es sich um das Marimba-Xylophon, auch Xylorimba (Xylomarimba) genannt.
- Marimba mit 5 Oktaven Umfang: c–c5,
- Marimba mit 5 1⁄3 Oktaven Umfang: A–c5.

Die Bass-Marimba umfasst die Töne der kleinen und großen Oktave; der Tonumfang schwankt zwischen 1 und 3 Oktaven.
- Bass-Marimba mit 1 Oktave Tonumfang: C–H
- Bass-Marimba mit 1 1⁄2 Oktave Tonumfang: C–f
- Bass-Marimba mit 2 Oktaven Tonumfang: C–c1
- Bass-Marimba mit 3 Oktaven Tonumfang: C–c2.

Gelegentlich sind auch Instrumente zu finden, die beim 1A oder 1G beginnen.

## Notation
Die Marimba wird wie das Klavier auf zwei Systemen und nicht transponierend notiert. Das untere System steht im Bassschlüssel, das obere im Violinschlüssel. Erfordert es die Lage, können auch beide Systeme im Violin- oder Bassschlüssel stehen.

## Herkunft
Die Marimba stammt aus Afrika. Vom 16. Jahrhundert an gibt es zahlreiche schriftliche Quellen und Abbildungen von Xylophonen in Afrika. Der älteste Hinweis – ein Bericht des arabischen Reisenden Ibn Battuta über seinen Besuch im Königreich Mali – stammt aus dem Jahr 1352, somit aus einer Epoche lange vor Beginn des transatlantischen Sklavenhandels. Die Instrumententypen, die sich in den frühen Quellen finden, sind in der großen Mehrheit Rahmenxylophone mit Kalebassenresonatoren oder Holmxylophone. Trog- oder Grubenxylophone tauchen hingegen kaum oder zumindest erst sehr spät auf. In den Manuscritti Araldi, einem zwischen 1654 und 1678 entstandenen Codex, der vom italienischen Missionar Giovanni Antonio Cavazzi stammt und sich heute in Modena befindet, wird einer der Musiker als „Marimbero“ bezeichnet, was die bislang älteste bekannte Verwendung des Begriffs „Marimba“ im Zusammenhang mit einem Xylophon darstellt.
In den Brennpunkt des Forschungsinteresses trat die Marimba erst im ausgehenden 19. und beginnenden 20. Jahrhundert im Zuge der Kulturkreislehre. Bei dem Versuch, die Stimmungen afrikanischer Instrumente von indonesischen Stimmungen abzuleiten, um so die Wanderung des Xylophons von Südostasien nach Afrika zu belegen und damit die lineare Ausbreitung von Kulturen von einem angenommenen Zentrum aus – das zentrale Element der Kulturkreislehre – nachzuweisen, nahm die Marimba eine zentrale Rolle innerhalb dieser Theorie ein. Albrecht Schneider spricht vom „Xylophon als historischem Forschungsmittel“.
Heute finden sich Rahmen-, Holm-, Gruben-, Schenkel- und Trogxylophone sowie lose Klangstäbe in Afrika. Der bislang älteste bekannte eindeutige Hinweis auf die Existenz einer Marimba in Amerika findet sich im Bereich des heutigen Guatemala und stammt aus dem Jahr 1680. Belege für die Existenz von Marimbas in präkolumbischer Zeit gibt es nicht. Quellen, die von manchen Autoren für den Nachweis der früheren Existenz von Xylophonen herangezogen werden, etwa La cristianización de los indios de Santa Lucía 1545 aus Chiapas, in der ein Musikinstrument namens yolotli erwähnt wird, welches der Beschreibung nach ein Xylophon sein könnte, und ein „präkolumbisches“ Codexfragment aus Guatemala liegen nur in strittigen Kopien, nicht aber im Original vor. Für Südamerika sind die ältesten Belege für Xylophone die 1722 in Rom publizierte Schrift Gabinetto armonico des Jesuiten Filippo Bonanni, in der sich ein „Brasiliano Moro, in atto de sonare la Marimba“ („brasilianischer Mohr im Begriff, die Marimba zu spielen“) findet, und die aquarellierten Federzeichnungen, die der Bischof von Trujillo, Baltazar Jaime Martínez de Compañón, zwischen 1782 und 1787 in Auftrag gegeben hatte, darunter eine Darstellung von „Negros tocando marimba y bailando“ („Marimba spielende und tanzende Schwarze“).
Speziell im 20. Jahrhundert waren die Marimbatraditionen oft eng mit der politischen Geschichte der betreffenden Länder – meist indirekt, hin und wieder jedoch auch direkt als Teil ideologischer Konzepte, etwa in Guatemala, El Salvador oder Ecuador – verknüpft. In Südamerika ist aufgrund der historischen und geographischen Bedingungen das afrikanische Erbe noch heute gut zu erkennen. Im Fall von Brasilien ist wohl der über lange Zeiträume große Anteil afrikanischstämmiger Populationen an der Gesamtbevölkerung das ausschlaggebende Moment für den eher geringen Vermischungsgrad mit europäischen Kulturelementen. In Kolumbien und Ecuador hingegen scheint eher die lange weitgehende geographische Isolation der wesentliche Faktor für die Konservierung des afrikanischen Erbes zu sein. Vergleiche historischer Darstellungen von brasilianischen und afrikanischen Marimbas zeigen hohe Übereinstimmungen, und selbst bei Vergleichen von historischen Abbildungen mit rezenten Instrumenten sind die Ähnlichkeiten noch offensichtlich.

## Verbreitung
Die Marimba ist das Nationalinstrument von Guatemala. Lebendige Marimbatraditionen gibt es heute in zehn lateinamerikanischen Ländern: in Mexiko, Guatemala, Belize, Honduras, El Salvador, Nicaragua, Costa Rica, Kolumbien, Ecuador und – schon beinahe erloschen – in Brasilien. In Peru und Französisch-Guyana, wo durch historische Quellen in vergangenen Jahrhunderten Xylophone belegt sind, sind diese heute verschwunden. Gleiches gilt auch für Puerto Rico, von wo das New Yorker Metropolitan Museum of Art ein 27 Klangplatten umfassendes diatonisches Instrument besitzt, welches im 19. Jahrhundert in seine Sammlung kam. Von Kuba lässt sich mangels eindeutiger Dokumente bislang nicht mit Sicherheit feststellen, ob es dort eine einschlägige Xylophon-Tradition jemals gab. Die hin und wieder genannte kubanische marimbula wird zwar manchmal auch als Marimba bezeichnet, ist allerdings kein Xylophon, sondern ein Lamellophon, das in Afrika unter vielen Namen verbreitet ist (darunter mbila, mbira, kalimba und likembe).
In jenen Staaten, in denen es noch eine lebendige Marimbakultur gibt, ist diese fast nie im gesamten Land präsent, einzelne Traditionen und/oder Instrumententypen sind auf gewisse Gebiete und oft auch auf ganz bestimmte ethnische Gruppen beschränkt. In Zentralamerika verwenden neben den Mestizen verschiedene indigene Gruppen Marimbas, in Südamerika, speziell in Kolumbien und Ecuador, sind in erster Linie afro-amerikanische Gruppen die primären Träger der Marimbatradition, daneben auch indigene Gruppen, zu welchen das Instrument offensichtlich durch Kulturkontakt kam. In Brasilien wird die Marimba heute ausschließlich von den Caiçara, einer Gruppe, die ethnisch nicht so eindeutig definierbar ist, aber deren Kultur eindeutig afrikanische Elemente enthält, verwendet.
Sehr verbreitet ist die Marimba auch in Japan. Dort gibt es berühmte Spieler und bekannte Musikschulen für die Marimba. Keiko Abe gilt weltweit als eine der bekanntesten Spielerinnen der Marimba.

## Bekannte Marimbaspieler
- Keiko Abe
- Elisabeth Amandi
- Bogdan Bacanu
- Alejandro Coello Calvo
- Hugo Candelario (diatonische Marimba)
- François Du Bois
- Evelyn Glennie
- Martin Grubinger
- Roland Härdtner
- Alex Jacobowitz
- Tatiana Koleva
- Tom Lorenz
- Katarzyna Myćka
- Ney Rosauro
- Peter Sadlo
- Christoph Sietzen
- Franck Tortiller
- Ruth Underwood
- Nebojša Jovan Živković

## Musikstücke mit Marimba
- Pablo Aguirre: Concierto por la paz für Marimba und Sinfonie Orchester
- Bogdan Bacanu arrangierte mehrere Konzerte von Johann Sebastian Bach für Marimba.
- Coil: Teenage Lightning auf dem Album The Ape Of Naples, 2005
- Paul Creston: Concertino for Marimba op. 21
- Harald Genzmer: Konzert für Schlagzeug und Orgel (1974)
- Anna Ignatowicz-Glinska: Slady Niepewnosci / The Traces of Incertitude, Version für Marimba und Orgel (1995/2012)
- Kay Johannsen: Entre nous für Marimba und Orgel (2018)
- Anders Koppel: Concerto for Marimba and Orchestra
- Tilo Medek: Konzert für Marimbaphon und Orchester
- Darius Milhaud: Concerto pour Marimba et Vibraphone et Orchestre
- Leon Milo: Shinui
- Moondog: Elpmas (1991)
- Luigi Morleo:  Concerto per marimba e archi (1993)
- Manuela Nägele: Concertino "Come together" für Marimba und Orgel (2020)
- Steve Reich: Six Marimbas
- The Rolling Stones: Under My Thumb
- Jorge Álvaro Sarmientos: Konzert für Marimba und Orchester
- Emmanuel Séjourné: Concerto for Marimba and String Orchestra
- Gordon Stout: Two Mexican Dances
- John Thrower: Rhythms Of Life (Solo und Orchesterfassung), True Colours, gewidmet Bogdan Bacanu und Just One World, gewidmet Momoko Kamiya
- Jens Wollenschläger: schwere los – Drei konzertante Impressionen für Marimba und Orgel (2020/22)

## Hersteller
- Adams Musical Instruments / Thorn
- Antonko
- Bergerault
- Coe Percussion
- Concorde
- Kolberg Percussion
- Korogi
- Lennback Music Instruments
- Majestic Percussion
- Malletech
- Marimba Musikinstrumente
- Marimba One
- Musser
- Pré du Rein
- Premier Percussion
- Rosebush
- Saito Gakki Seisakusho
- Studio 49
- Vancore
- Yamaha